# I Run to You
«I Run to You» — третий сингл американской кантри-группы Lady Antebellum с их одноимённого дебютного альбома. «I Run to You» стала первой песней группы, возглавившей кантри-чарт Billboard. Также она вошла в сборники Now That's What I Call Country Volume 2 и Now That’s What I Call Music 31.
Песня получила награду Country Music Association Awards в категории Сингл года, премию Грэмми в номинации Лучшее кантри исполнение дуэтом или группой и номинацию на Грэмми в категории Лучшая кантри песня.

## Отзывы критиков
Сайт, посвящённый кантри-музыке, The 9513 оставил негативный отзыв об «I Run to You», где говорится, что идея песни не раскрыта, а текст — очень слаб. Country Universe опубликовало более благоприятную рецензию, где была отмечена приятная мелодия и простота восприятия.
Продюсер группы и музыкант Пол Уорли, заявил, что песня представляет собой «манифест против ненависти, предрассудков, негатива, бешеной погони за богатством или успехом, приходящий к окончательному освобождению любви».

## Видеоклип
Существуют две версии видеоклипа «I Run to You». Первая была снята Адамом Боутменом в марте 2009 года. Вторая версия была создана для европейского издания сингла режиссёром Кристофером Симзом и появилась 30 июля 2010.

## Список композиций
Европейское цифровое издание
| №  | Название                           | Длительность |
| -- | ---------------------------------- | ------------ |
| 1. | «I Run to You»                     | 4:18         |
| 2. | «I Run to You» (Live at The Ryman) | 5:01         |

## Персонал
В записи песни принимали участие:
- Джон Кэчингз — виолончель
- Сари Рейст — виолончель
- Джим Гросджин — альт
- Кристин Уилкинсон — альт
- Дэвид Дэвидсон — скрипка
- Памела Сиксфин — скрипка
- Мэри Кэтрин Вейносдейл — скрипка
- Карен Уинклман — скрипка
- Чед Кромвелл — ударные
- Майкл Роуджаз — орган Хаммонда, синтезатор
- Крейг Янг — бас-гитара
- Джейсон Гэмбилл — электрогитара
- Роб Макнелли — электрогитара
- Пол Уорли — электрогитара
- Дэйв Хейвуд — электрогитара, акустическая гитара, бэк-вокал
- Чарльз Келли — вокал
- Хиллари Скотт — вокал

Струнная аранжировка — Кристин Уилкинсон.

## Хронология релизов
| Страна | Дата           | Формат                      | Лейбл                         |
| ------ | -------------- | --------------------------- | ----------------------------- |
| США    | 26 января 2009 | радио, цифровая дистрибуция | Capitol Nashville             |
| Европа | 9 августа 2010 | цифровая дистрибуция        | Parlophone, Capitol Nashville |

## Позиции в чартах
«I Run to You» дебютировала на 50 месте Billboard Hot Country Songs и добралась в нём до вершины. В Billboard Hot 100 она достигла 27 места. По итогам года «I Run to You» стала кантри-синглом #1 2009 года. 4 января 2010 года сингл получил статус Платинового в США, где было продано более 1 миллиона его копий.
| Чарт (2009/2010)                    | Лучший результат |
| ----------------------------------- | ---------------- |
| Канада (Billboard Canadian Hot 100) | 54               |
| США (Billboard Hot 100)             | 27               |
| США (Billboard Hot Country Songs)   | 1                |
| США (Billboard Adult Contemporary)  | 14               |
| США (Billboard Adult Pop Airplay)   | 15               |

### Годовой чарт
| Chart (2009)      | Position |
| ----------------- | -------- |
| Billboard Hot 100 | 90       |